# ایالت گلستان (فیلم)
گاردن استیت (انگلیسی: Garden State) فیلمی در ژانر کمدی رمانتیک و کمدی-درام به کارگردانی زک برف است که در سال ۲۰۰۴ منتشر شد.

## بازیگران
- ناتالی پورتمن
- پیتر سارسگارد
- ایان هولم
- زک برف
- جین اسمارت
- آرماندو ریسکو
- متد من
- ران لیبمن
- دنی اوهر
- جیم پارسونز
- مایکل وستون
- آن داود
- الکس برنس
- آنجانو الیس
- جورج سی. وولف
- جیل فلینت
- جفری آرند
- آتو اساندو